# EHF European League (kvinder)
 For alternative betydninger, se EHF.
 Ikke at forveksle med EHF European League (mænd).
EHF European League for kvinder, er den næstmest betydningsfulde europæiske håndboldturnering for klubhold. Den arrangeres af European Handball Federation, EHF, deraf navnet.
Siden sæsonen 2020-21, har turneringen gået under det nuværende navn EHF European League og hvor turneringen tidligere navn bliver det nye navn for EHF Challenge Cup.
I årenes løb har danske klubber vundet turneringen for damernes otte gange: Viborg HK tre gange (1994, 1999 og 2004), Ikast Håndbold (2002, 2011, 2023), Slagelse FH (2003), Randers HK (2009) og Team Tvis Holstebro (2013).

## Liste over vindere og finaler
| IHF Cup             | IHF Cup                                       | IHF Cup                                       | IHF Cup                                       | IHF Cup                                       | IHF Cup                                       | IHF Cup |
| Sæson               | Vinder                                        | Finaledeltager                                | Res.                                          | 1.kamp                                        | 2.kamp                                        | Dansk deltagelse |
| ------------------- | --------------------------------------------- | --------------------------------------------- | --------------------------------------------- | --------------------------------------------- | --------------------------------------------- | --- |
| 1981-82             | Tresnjevka Zagreb                             | Egle Vilnius                                  | 47–46                                         | 30-27                                         | 17-19                                         | – |
| 1982-83             | Avtomobilist Baku                             | SC Empor Rostock                              | 38–29                                         | 20-14                                         | 18-15                                         | Svendborg HK (kvartfinale) |
| 1983-84             | Chimistul Râmnicu Vâlcea                      | VfL Oldenburg                                 | 51–39                                         | 22-18                                         | 29-21                                         | Holstebro KFUM (1/8-finale) |
| 1984-85             | ASK Vorwärts Frankfurt                        | Vasas SC                                      | 36–32                                         | 17-19                                         | 19-13                                         | IF AIA-Tranbjerg (1/8-finale) |
| 1985-86             | SC Leipzig                                    | MVSC Debrecen                                 | 41–37                                         | 16-22                                         | 25-15                                         | – |
| 1986-87             | Buducnost Titograd                            | Start Bratislava                              | 55–50                                         | 21-23                                         | 34-27                                         | ? |
| 1987-88             | Egle Vilnius                                  | Buducnost Titograd                            | 56–52                                         | 34-20                                         | 22-32                                         | Nørlem/Nr. Nissum (1/8-finale) |
| 1988-89             | Chimistul Ramnicu Valcea                      | Egle Vilnius                                  | 47–44                                         | 26-18                                         | 21-26                                         | ? |
| 1989-90             | ASK Vorwärts Frankfurt                        | Spartak Kiev                                  | 40–38                                         | 19-22                                         | 21-16                                         | ? |
| 1990-91             | RK Lokomotiva Zagreb                          | TSV Bayer 04 Leverkusen                       | 38–31                                         | 19-11                                         | 19-20                                         | FIF (semifinale) |
| 1991-92             | SC Leipzig                                    | Tempo Partizanske                             | 52–37                                         | 24-19                                         | 28-18                                         | Viborg HK (kvartfinale) |
| 1992-93             | Rapid București                               | CSL Dijon                                     | 50–40                                         | 28-16                                         | 22-24                                         | IK Skovbakken (1/8-finale) |
| EHF Cup             |                                               |                                               |                                               |                                               |                                               | |
| 1993-94             | Viborg HK                                     | Debreceni VSC                                 | 44–44                                         | 23-20                                         | 21-24                                         | Viborg HK (vinder) |
| 1994-95             | Debreceni VSC                                 | Bækkelagets SK                                | 44–44                                         | 22-14                                         | 22-30                                         | GOG (kvartfinale) |
| 1995-96             | Debreceni VSC                                 | Larvik HK                                     | 38–38                                         | 20-23                                         | 18-15                                         | GOG (kvartfinale) |
| 1996-97             | Robit Olimpija Ljubljana                      | Borussia Dortmund Handball                    | 52–48                                         | 26-18                                         | 26-30                                         | GOG (1/8-finale) |
| 1997-98             | Dunaferr SE                                   | HC SCP Banska Bystrica                        | 60–49                                         | 26-22                                         | 34-27                                         | GOG (1/8-finale) |
| 1998-99             | Viborg HK                                     | Győri Graboplast ETO                          | 49–45                                         | 21-24                                         | 28-21                                         | Viborg HK (vinder) |
| 1999-2000           | El Ferrobus Mislata                           | Tertnes IL                                    | 42–41                                         | 24-22                                         | 18-19                                         | FIF (kvartfinale), Frederikshavn fI (1/8-finale)                                                                                  |
| 2000-01             | MKS Montex Lublin                             | RK Podravka Koprivnica                        | 52–45                                         | 28-21                                         | 24-24                                         | Randers HK (1/8-finale), IK Skovbakken (1/16-finale)                                                                              |
| 2001-02             | Ikast-Bording EH                              | Győri Graboplast ETO                          | 61–53                                         | 25-30                                         | 36-23                                         | Ikast-Bording EH (vinder), FOX Team Nord (1/16-finale)                                                                            |
| 2002-03             | Slagelse FH                                   | Dunaferr SE                                   | 49–47                                         | 22-27                                         | 27-20                                         | Slagelse FH (vinder), GOG (1/16-finale), Randers HK (1/16-finale)                                                                 |
| 2003-04             | Viborg HK                                     | Győri Graboplast ETO                          | 64–48                                         | 27-27                                         | 37-21                                         | Viborg HK (vinder), GOG (kvartfinale), Randers HK (1/16-finale)                                                                   |
| 2004-05             | Cornexi Alcoa                                 | Győri ETO KC                                  | 49–46                                         | 21-27                                         | 28-19                                         | GOG (kvartfinale), Horsens HK (kvartfinale), Randers HK (1/16-finale)                                                             |
| 2005-06             | Ferencvarosi TC                               | Podravka Vegeta                               | 70–68                                         | 37-36                                         | 33-32                                         | GOG Svendborg TGI (kvartfinale), Ikast-Bording EH (kvartfinale)                                                                   |
| 2006-07             | SC Zvezda Zvenigorod                          | Ikast-Bording EH                              | 62–57                                         | 30-35                                         | 32-22                                         | Ikast-Bording EH (finale), FCK Håndbold (1/16-finale)                                                                             |
| 2007-08             | HC Dinamo Volgograd                           | Itxako-Navarro                                | 50–45                                         | 27-25                                         | 23-20                                         | Ikast-Bording EH (semifinale), Aalborg DH (1/16-finale), Randers HK (1/32-finale)                                                 |
| 2008-09             | SD Itxako                                     | HC Leipzig                                    | 52–45                                         | 27-19                                         | 25-26                                         | Randers HK (kvartfinale), Slagelse FH (1/8-finale)                                                                                |
| 2009-10             | Randers HK                                    | Prosolia Elda Prestigio                       | 50–46                                         | 20-22                                         | 30-24                                         | Randers HK (vinder), SK Aarhus (1/8-finale)                                                                                       |
| 2010-11             | FC Midtjylland Håndbold                       | Team Tvis Holstebro                           | 52–47                                         | 28-21                                         | 24-26                                         | FC Midtjylland (vinder), Team Tvis Holstebro (finale), KIF Vejen (kvartfinale), Team Esbjerg (kvartfinale)                        |
| 2011-12             | HC Lada                                       | HC Zalau                                      | 51–44                                         | 30-24                                         | 21-20                                         | KIF Vejen (semifinale), Team Tvis Holstebro (kvartfinale), Team Esbjerg (1/8-finale)                                              |
| 2012-13             | Team Tvis Holstebro                           | Metz Handball                                 | 64–63                                         | 31-35                                         | 33-28                                         | Team Tvis Holstebro (vinder), FC Midtjylland Håndbold (semifinale)                                                                |
| 2013-14             | HC Lada                                       | Team Esbjerg                                  | 68–57                                         | 36-25                                         | 32-32                                         | Team Esbjerg (finale), København Håndbold (kvartfinale)                                                                           |
| 2014-15             | Team Tvis Holstebro                           | Rostov-Don                                    | 55-53                                         | 33-20                                         | 22-33                                         | Team Tvis Holstebro (vinder) Team Esbjerg (kvartfinale)                                                                           |
| 2015-16             | Dunaújvárosi Kohász KA                        | TuS Metzingen                                 | 55-49                                         | 26-28                                         | 29-21                                         | Randers HK (semifinale), HC Odense (semifinale), Silkeborg-Voel KFUM (ottendedelsfinale)                                          |
| 2016-17             | Rostov-Don                                    | SG BBM Bietigheim                             | 53-46                                         | 28-25                                         | 25-21                                         | Nykøbing Falster HK (semifinale), Randers HK (kvartfinale)                                                                        |
| 2017-18             | SCM Craiova                                   | Vipers Kristiansand                           | 52-51                                         | 22-26                                         | 30-25                                         | Viborg HK (semifinale), Randers HK (grupperunde), København Håndbold (grupperunde)                                                |
| 2018-19             | Siófok KC                                     | Team Esbjerg                                  | 47–42                                         | 21–21                                         | 26–21                                         | Team Esbjerg (finalist), Viborg HK (semifinale), Herning-Ikast Håndbold (semifinale), Nykøbing Falster Håndboldklub (kvartfinale) |
| 2019-20             | Aflyst pga. Coronaviruspandemien i 2019-2020. | Aflyst pga. Coronaviruspandemien i 2019-2020. | Aflyst pga. Coronaviruspandemien i 2019-2020. | Aflyst pga. Coronaviruspandemien i 2019-2020. | Aflyst pga. Coronaviruspandemien i 2019-2020. | Herning-Ikast Håndbold, Odense Håndbold, København Håndbold, Nykøbing Falster Håndboldklub (kvalifikation)                        |
| EHF European League |                                               |                                               |                                               |                                               |                                               | |
| Sæson               | Vinder                                        | Finaledeltager                                | Res.                                          | Res.                                          | Res.                                          | Dansk deltagelse |
| 2020-21             | Nantes Atlantique                             | Siófok KC                                     | 36-31                                         | 36-31                                         | 36-31                                         | Herning-Ikast Håndbold (nr. 4), Nykøbing Falster Håndboldklub (kvalifikation), Viborg HK (kvalifikation)                          |
| 2021-22             | SG BBM Bietigheim                             | Viborg HK                                     | 31-21                                         | 31-21                                         | 31-21                                         | Viborg HK (finale), Herning-Ikast Håndbold (semifinale)                                                                           |
| 2022-23             | Ikast Håndbold                                | Nykøbing Falster Håndboldklub                 | 31-24                                         | 31-24                                         | 31-24                                         | Ikast Håndbold (vinder), Nykøbing Falster Håndboldklub (finale), Viborg HK (kvalifikation)                                        |